# Осколков, Алексей Глебович
Алексей Глебович Осколков — советский гидростроитель, кавалер четырёх орденов Отечественной войны.

## Биография
Родился в 1915 году в Москве. Член КПСС.
Участник Вели кой Отечественной войны в должности военного инженера на Волховском, 1-м и2-м Белорусских фронтах. С 1929 года — на хозяйственной, общественной и политической работе. В 1946—1979 гг. — начальник строительного отдела института «Центрогипромост», заместитель начальника отдела строительных конструкций института «Гидропроект» им. С. Я. Жука, главный гидроэнергетик, начальник технического отдела Технического управления Минэнерго СССР, заместитель начальника, начальник Научно-исследовательского сектора института «Гидропроект».
Лауреат премии Совета Министров СССР. Лауреат премии АН СССР им. академика Г. М. Кржижановского.
Умер в Москве в 1987 году.